# گورستان گوران سری ۲
قبرستان گوران سری ۲ مربوط به سده‌های متاخر دوران‌های تاریخی پس از اسلام است و در شهرستان سرباز، بخش مرکزی، دهستان مورتان، ۱/۵ کیلومتری روستای مورتان، شمال گوران سری واقع شده و این اثر در تاریخ ۲۷ اسفند ۱۳۸۶ با شمارهٔ ثبت ۲۲۶۹۵ به‌عنوان یکی از آثار ملی ایران به ثبت رسیده است.